# Santuario della Madonna dell'Altomare
Il santuario della Madonna dell'Altomare, è un santuario cattolico della città di Andria (provincia di Barletta-Andria-Trani), situata sulla laura basiliana di Santa Sofia.

## Storia
Il culto della Madonna dell'Altomare risale circa al 1598, anno in cui si sarebbe verificato un miracolo.
Alla fine del XVI secolo il luogo dove sorge la chiesa era situato alla periferia della città, all'esterno delle mura cittadine. Qui, una bambina caduta in una cisterna venne ritrovata solo dopo tre giorni di vane ricerche, in piena salute ed asciutta, sorretta da un'immagine della Madonna sopra il livello dell'acqua. La bambina avrebbe quindi raccontato che l'immagine l'avrebbe nutrita e sorretta.
L'immagine venne denominata Madonna dell'Altomare, per essere stata ritrovata a pelo d'acqua, e fu oggetto di pellegrinaggio in quanto ritenuta miracolosa. Venne costruita la chiesa per ospitare i fedeli in costante aumento, la cui facciata è attribuita a Federico Santacroce. L'attuale edificio è frutto di un rifacimento eseguito tra il 1875 e il 1877.
Nel 1898 in occasione del terzo centenario del ritrovamento dell'immagine, la popolazione richiese l'incoronamento della Madonna: l'anno seguente assieme alla corona fu aggiunta all'immagine una rosa, una croce ed un libro.

### Descrizione
Si conservano alcuni elementi considerati appartenenti alla precedente laura basiliana, tra cui una vasca circolare del diametro di 4,50 m e profonda oltre 1 m, e un affresco in una grotta adiacente che rappresenta un santo vescovo, forse riferibili ad un antico battistero nel quale il rito del battesimo veniva praticato per immersione. Sono inoltre stati rinvenuti tracce di tre pilastri e il pavimento in cocciopesto pertinenti ad un più antico edificio.
Il santuario è oggi formato da un'unica navata con le pareti in tufo, così come la laura di origine.
All'interno del santuario vi si trova la scultura "La Pietà dell'Altomare" di Luigi Enzo Mattei dichiarata insieme alle sue altre opere "'Patrimonio per una cultura della pace'" dall'UNESCO.